# Senamat Ulu
Senamat Ulu is een bestuurslaag in het regentschap Bungo van de provincie Jambi, Indonesië. Senamat Ulu telt 872 inwoners (volkstelling 2010).